# Oph 162225-240515
Désignations
Oph 162225-240515, ou Oph1622 en nom court, est un système de deux naines brunes tournant l'une autour de l'autre et flottant librement dans l'espace.
Ce système totalement indépendant d'une quelconque étoile est classé comme un objet libre de masse planétaire.
C'est la première découverte de ce type d'objet stellaire de cette taille.

## Caractéristiques et historique
Ce système a été vu pour la première fois en 2006 dans une image prise par le New Technology Telescope de 3,5 m du l'observatoire de La Silla de l'Observatoire européen austral (ESO) situé au Chili et sa découverte annoncée le 4 août 2006 par Ray Jayawardhana (en) de l’Université de Toronto (Canada) et Valentin Ivanov de l’ESO.
Il avait été d'abord catalogué comme exoplanète.
Ce système se situe dans Ophiuchus, une région riche en formation d'étoiles située à quelque 400 années-lumière du système solaire.
La masse de ces naines brunes estimé à l'origine à 14 et 7 masses joviennes a été réévaluée en 2012 à 21±3 masses jovienne.
Les premières mesures indiquent qu'il s'agit d'objets âgés de cinq millions d'années et séparés par une distance de 280 unités astronomique, sept fois supérieure à la distance moyenne entre le Soleil et Pluton.